# Белер, Саните
Сюзанна Белер (фр. Suzanne Bélair; 1781, Веррет — 5 октября 1802), известная как Саните Белер (фр. Sanite Bélair), — боец за независимость Гаити и революционерка, лейтенант в армии Туссен-Лувертюра.

## Биография
Будучи по рождению аффранши (из семьи вольноотпущенников) из гаитянского города Веррет, она вышла замуж за бригадира, впоследствии получившего звание генерала, Шарля Белера в 1796 году. Саните Белер была активной участницей Гаитянской революции, стала сержантом, а затем и лейтенантом во время боёв с французскими войсками в ходе предпринятой ими экспедиции в Сан-Доминго.
Преследуемые колонной французской армии Фостена Репуссара, супруги Белер укрылись в департаменте Артибонит. Репуссар неожиданно напал на Кораль-Мирро и захватил Саните Белер в плен. Её муж добровольно сдался, чтобы избежать разлуки с женой. Видимо они полагались на милость генерала, но просчитались. Оба супруга были приговорены к смертной казни, Шарль должен был быть расстрелян, а Саните — обезглавлена, так как была женщиной. Она наблюдала за казнью мужа, остававшегося спокойным и просившего её умереть храбро, и пошла на свою собственную казнь так же хладнокровно, как и он, отказавшись надеть повязку на глаза. По легенде при взятии её в плен, когда её угрожали обезглавить, Саните сумела успешно отстоять право на почётную для солдата смерть от ружейного выстрела и, стоя перед дулами, кричала: «Viv libète! A ba esclavaj!» («Да здравствует свобода! Долой рабство!»).
Саните Белер приобрела славу одной из героинь Гаитянской революции. В 2004 году её изображение было помещено на банкноту номиналом в 10 гаитянских гурдов, выпущенной в рамках памятной серии «Двухсотлетие Гаити». Она была единственной женщиной, представленной в этой серии, и второй женщиной, когда-либо (после Катрин Флон) изображённой на гаитянской банкноте.